# 1621 Druzhba
Druzhba (asteroide 1621) é um asteroide da cintura principal com um diâmetro de 9,08 quilómetros, a 1,9630768 UA. Possui uma excentricidade de 0,1197028 e um período orbital de 1 216,33 dias (3,33 anos).
Druzhba tem uma velocidade orbital média de 19,9452175 km/s e uma inclinação de 3,16935º.
Esse asteroide foi descoberto em 1 de Outubro de 1926 por Sergei Belyavsky.